# Wilhelm Begemann

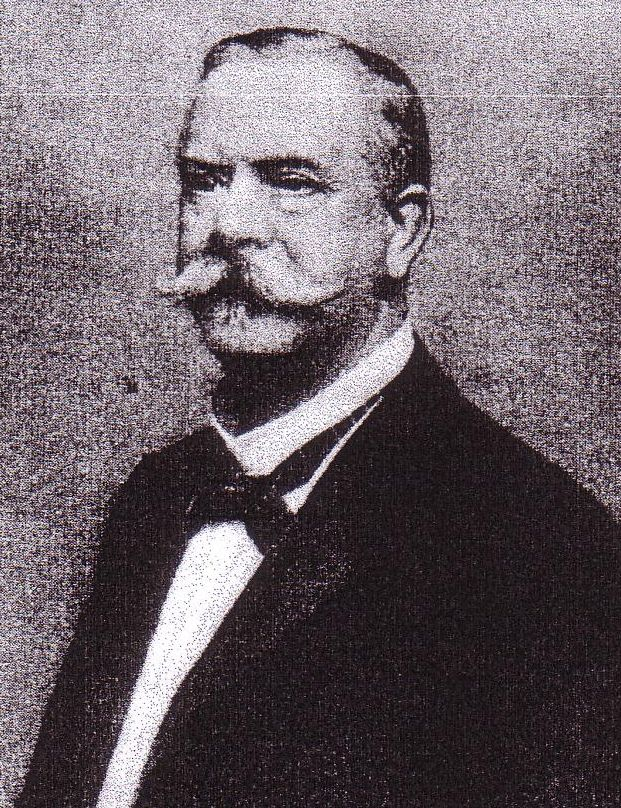
Wilhelm Begemann

Wilhelm Begemann (* 26. Juli 1843 in Bückeburg; † 7. September 1914 in Berlin) war ein deutscher Lehrer und freimaurerischer Historiker.

## Leben
Begemann wuchs in einem Pfarrhaus auf. Als Sohn eines Bückeburger Pfarrers studierte Begemann an der Universität Marburg, der Friedrich-Wilhelms-Universität zu Berlin und der Georg-August-Universität Göttingen Philologie. Er wurde Mitglied des Corps Teutonia Marburg (1862) und des Corps Normannia Berlin (1864). Er gründete die großen Kommerse des Berliner Senioren-Convents und verfasste das Normannenlied Sei willkommen, hehre Stunde, das im Februar 1892 erstmals gesungen wurde. Normannia verlieh ihm später die Ehrenmitgliedschaft. 1867 wurde er in Göttingen zum Dr. phil. promoviert. Er trat in den Schuldienst und wurde Privatdozent in Berlin. Nachdem er eine höhere Töchter-Schule in Rostock geleitet hatte, war er Direktor einer privaten Mädchenschule in Berlin-Charlottenburg.
Begemann war Mitglied der Vereinte-Loge Rostock und damit der Großen Landesloge der Freimaurer von Deutschland. Mit ihm, Ludwig Keller, und August Wolfstieg begann in Deutschland die wissenschaftliche Durchleuchtung der freimaurerischen Geschichte. Mit seinem umfassenden Wissensschatz ergründete Begemann die Vorgeschichte der Freimaurerei. Seine sprachkritischen Untersuchungen, besonders der englischen Akten, brachten viele neue Erkenntnisse.

„Er übertrug in glücklichster Weise die Arbeitsmethoden der englischen Quatuor Coronati Lodge auf die deutsche freimaurerische Geschichtsforschung. Die Lesbarkeit seiner Arbeiten leidet bedauerlicherweise an dem schwerflüssigen Stil des Philologen. […] Eine starke Persönlichkeit, die sich ihres Wertes bewußt war, geriet er wiederholt in heftige wissenschaftliche Polemiken, so insbesondere mit Keller, dessen reicher Phantasie er die kritische Nüchternheit gegenüberstellte.“

Bücher aus Begemanns Privatbibliothek gelangten nach seinem Tod in die Bibliothek der Großen Landesloge der Freimaurer von Deutschland, diese Bücher wurden mit dem Stempel „Vermächtnis des Br. Wilh. Begemann“ versehen.
Ein Sohn war der Sänger Max Begemann.

## Veröffentlichungen
- De suffixis Latinis 'T-or' 'I-or' 'or', Göttingen 1867 (Göttingen, Univ., Diss., 1867).
- Das schwache Präteritum der germanischen Sprachen: ein Beitrag zur Geschichte der deutschen Sprache. Weidmann, Berlin 1873.
- Zur Bedeutung des schwachen Präteritums der germanischen Sprachen. Weidmann, Berlin 1874.
- Comenius und die Freimaurer, Berlin: Mittler 1906.
- Die Tempelherren und die Freimaurer: Entgegnung auf die gleichnamige Schrift des Geh. Archivrats Dr. Ludw. Keller. Berlin 1906.
- Die Haager Loge von 1637 und der Kölner Brief von 1535: Entgegnung auf Ludwig Kellers Ausführungen im Hohenzollern-Jahrbuch für 1906. Mittler, Berlin 1907.
- Vorgeschichte der Freimaurerei in England. 3 Bände. 1909–1911.
  - Band 1: Die alten englischen Werklogen und ihre Sprößlinge. Mittler, Berlin 1909.
  - Band 2: Gründung und Weiterentwicklung der Londoner Großloge, die Ancient Masons und der Vereinigung der beiden Großlogen, Berlin: Mittler 1910.
  - Band 3: Vorgeschichte und Anfänge der Freimaurerei in Irland. Mittler, Berlin 1911.
- Die fruchtbringende Gesellschaft und Johann Valentin Andreä: Entgegnung auf Ludwig Kellers Ausführungen im Maiheft der Comenius-Gesellschaft. Mittler, Berlin 1911.
- Der Orden der Unzertrennlichen des achtzehnten und die Fruchtbringende Gesellschaft des 17. Jahrhunderts. Mittler, Berlin 1911.
- Der alte und angenommene Schottische Ritus und Friedrich der Große, Berlin: Mittler 1913.
- Vorgeschichte und Anfänge der Freimaurerei in Schottland. Band 1: Die alten schottischen Werklogen. Mittler, Berlin 1914.